# Árvízvédelmi fal

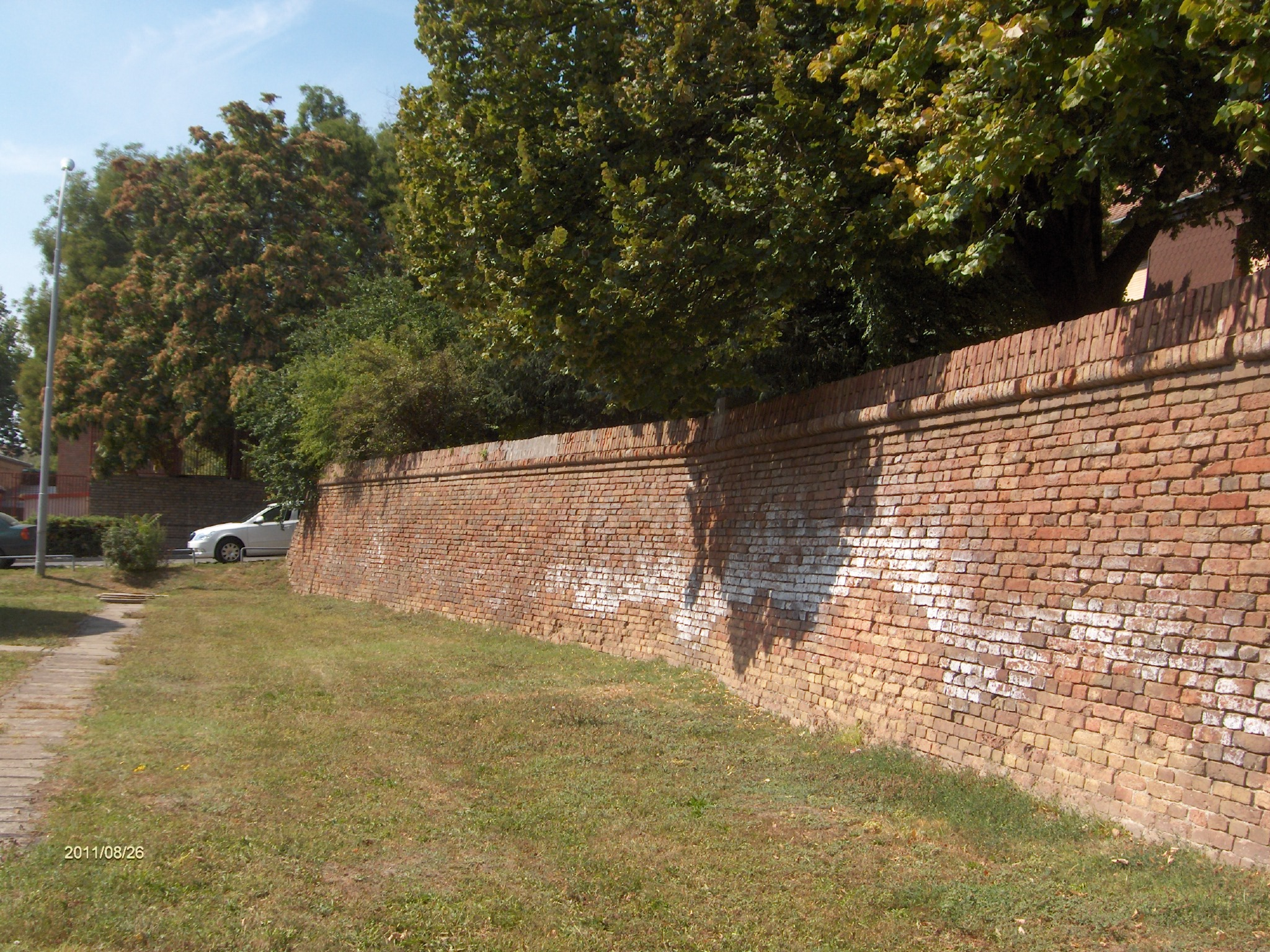
Régi árvízvédelmi körtöltés Hódmezővásárhelyen

Az árvízvédelmi fal olyan műtárgy, amely a folyók és a vízfolyások medrükből történő kilépésük esetén védi az elöntéssel veszélyeztetett területeket. Szerkezetét tekintve állandó, vagy telepíthető, de mindenképp fix alapozással rendelkezik.
Az állandóakat partfal, a telepíthető/elbontható árvízvédelmi falakat mobilgát elnevezéssel is illetik. Előbbi anyaga régebben terméskő vagy tégla volt, manapság már többnyire vasbeton (opcionálisan acél szádfalakkal megerősítve), utóbbit pedig jellemzően nagy teherbírású acél vagy alumínium lemezekből építik.

## Magyarországon megépült falak
Ilyen árvízvédelmi falak épültek Magyarországon is több helyen, például Szentendrén, Sátoraljaújhelyen, Budapesten, Szegeden, Visegrádon, és Vácon

## Mobilgát
A mobilgát egyidejűleg biztosítja az árvíz esetén szükséges magasságú védművet, az árvízveszély elmúltával pedig gyorsan elbontható, ami a városképi, tájvédelmi és egyéb szempontok miatt előnyös. Többféle műszaki megoldása létezik, pl.:
- Tömlős gát[7]
- Betétgerendás telepíthető fal[8]

## Vitatott védművek
Több településen erős, olykor politikai felhangoktól sem mentes viták vagy éppen környezetvédelmi szempontok kísérik, illetve akadályozzák az árvízvédelmi falak létesítését.
Ilyen terület például a főváros III. kerületében Rómaifürdő és Csillaghegy városrész, ahol a Római parton létesítendő mobilgát váltott ki heves vitákat.